# Cantonul Limay
Cantonul Limay este un canton din arondismentul Mantes-la-Jolie, departamentul Yvelines, regiunea Île-de-France , Franța.

## Comune
- Brueil-en-Vexin
- Drocourt
- Follainville-Dennemont
- Fontenay-Saint-Père
- Gargenville
- Guernes
- Guitrancourt
- Issou
- Jambville
- Juziers
- Lainville-en-Vexin
- Limay (reședință)
- Montalet-le-Bois
- Oinville-sur-Montcient
- Porcheville
- Sailly
- Saint-Martin-la-Garenne